# Badi
Badi é uma cidade e uma nagar panchayat no distrito de Raisen  , no estado indiano de Madhya Pradesh.

## Demografia
Segundo o censo de 2001, Badi tinha uma população de 16 094 habitantes. Os indivíduos do sexo masculino constituem 53% da população e os do sexo feminino 47%. Badi tem uma taxa de literacia de 61%, superior à média nacional de 59,5%; com 60% para o sexo masculino e 40% para o sexo feminino. 17% da população está abaixo dos 6 anos de idade.